# Забудьте слово «смерть»
«Забудьте слово „смерть“» — художній фільм виробництва Одеської кіностудії 1979 року режисера Самвела Гаспарова.

## Сюжет
1920 рік. Громадянська війна в Росії. В Україні лютує банда батьки Кікотя. В цей час у село Суховка до заступника начальника повітової народної міліції Левченко прибуває комісар Іван Островий, спрямований ГУБЧК для знищення Кікотя. Зустрівши Острового з недовірою, Левченко змушений підкоритися наказу. Островий звільняє двох бандитів, захоплених Левченко і зникає. Незабаром він опиняється в банді Кікотя, де говорить що він — посланець барона Врангеля…

## У ролях
- Богдан Ступка — Іван Островой
- Євген Леонов-Гладишев — Дмитро Поліщук
- Петро Меркур'єв — Кальянов
- Костянтин Степанков (старший) — Кікоть
- Станіслав Станкевич — Захар Поліщук
- Віталій Матвєєв — рябий бандит
- Костянтин Степанков (молодший) — син Кікотя
- Олег Корчиков — Левченко, начальник міліції
- Ольга Гаспарова — панночка Негребецька
- Олександр Горбатов — дід Андрій
- Елгуджа Бурдулі — Охрім
- Віталій Розстальний — Петро Бачура
- Петро Вескляров — селянин
- Катерина Крупєннікова — Катерина
- Остап Ступка — хлопчик у «будьонівці» з яблуком (у титрах не вказаний)

## Творча група
- Сценарій: Едуард Володарський
- Режисер: Самчел Гаспаров
- Оператор: Віктор Крутін
- Композитор: Олексій Зубов

## Цікаві факти
Спеціально для картини В. Висоцький написав пісню «Пожары», але з певних причин вона не потрапила до фільму.